# James Bevel
James Bevel (Itta Bena, 19 ottobre 1936 – Springfield, 19 dicembre 2008) è stato un attivista statunitense, leader del movimento per i diritti civili degli afroamericani.

## Biografia
Bevel nacque nel 1936 a Itta Bena, Mississippi, figlio di Illie e Dennis Bevel. Era uno dei 17 figli e crebbe tra le aree rurali della contea di LeFlore, situata nel Delta del Mississippi, e Cleveland, Ohio. Da giovane lavorò in una piantagione di cotone e, successivamente, in una acciaieria. Ricevette la sua istruzione nelle scuole segregate sia in Mississippi che a Cleveland. Dopo il liceo, prestò servizio nella Marina degli Stati Uniti per un periodo e intraprese una carriera come cantante.
Sentendo una vocazione interiore a diventare ministro, frequentò il Seminario Teologico Battista Americano a Nashville, Tennessee, dal 1957 al 1961, diventando così un predicatore battista. Si unì alla Southern Christian Leadership Conference. Durante gli studi al seminario, Bevel rileggeva il libro del 1894 di Leo Tolstoy, Il regno di Dio è in voi, che in passato lo aveva ispirato a lasciare l'esercito. Inoltre, lesse diversi libri e quotidiani di Mohandas Gandhi partecipando a workshop fuori sede sulla filosofia di Gandhi e sulle tecniche di nonviolenza, condotti da James Lawson della Southern Christian Leadership Conference. Bevel prese parte anche a workshop presso la Highlander Folk School, tenuti dal fondatore Myles Horton, che enfatizzava l'organizzazione del movimento di base.
Come membro della Southern Christian Leadership Conference (SCLC), e poi come direttore dell'Azione Diretta e dell'Educazione Nonviolenta, Bevel fu stratega dei tre maggiori successi della SCLC dell'epoca: la campagna di Birmingham del 1963, le marce da Selma a Montgomery del 1965 e il Chicago Freedom Movement del 1966. Suggerì che la SCLC convocasse e si unisse a una marcia su Washington nel 1963. Bevel ha elaborato la strategia delle marce da Selma a Montgomery del 1965, le quali hanno contribuito all'approvazione da parte del Congresso del Voting Rights Act del 1965.

## Matrimonio e famiglia
Nel 1961, dopo aver completato gli studi al seminario, Bevel sposò l'attivista Diane Nash. Insieme lavorarono per i diritti civili e ebbero una figlia e un figlio, per poi divorziare dopo sette anni. Negli anni successivi, Bevel si sposò con altre due donne e, durante il processo per incesto, dichiarò di avere 16 figli nati da sette donne.